# Scaptomyza consimilis
Scaptomyza consimilis är en tvåvingeart som beskrevs av Walter Leopold Victor Hackman 1955. Scaptomyza consimilis ingår i släktet Scaptomyza och familjen daggflugor. Inga underarter finns listade i Catalogue of Life.